# سينتولوجيا
العِلمولوجيا أو السَّيانتولوجيا أو السيَنتولوجيا هي مجموعة من المعتقدات والممارسات الدينية التي وضعها كاتب الخيال العلمي الأميركي رون هوبارد، الذي عاش في الفترة من عام 1911 حتى 1986. تستند السينتولوجيا إلى فلسفة علمانية تأسست عام 1954 من قبل هوبارد، ثم أعاد صياغتها باعتبارها «فلسفة دينية تطبيقية». بالنسبة لهوبارد فإن العلمولوجيا هي كما يمكن أن تُفهم من الأصل اللاتيني لوجيا بمعنى خطاب أو دراسة وسيَنس أي علم بالتالي تكون «دراسة العلم أو دراسة المعرفة».
منذ إنشائها، كانت السينتولوجيا واحدة من أكثر الحركات الدينية الجديدة إثارة للجدل. الانغلاق والسرية وأساليب لي الذراع في التعامل مع المنتقدين كانت سبباً للانتقادات والشك حول العالم.
مبادئ العلمولوجيا وصفها العلماء والأطباء بأنها علم كاذب. ولعل دليلهم في ذلك نابع من فلسفة العلوم التي تقول أن أي نظرية تستند إلى أي نوع من العلوية الماورائية غير قابلة للتكذيب وعلى هذا الأساس ليست علما (حسب بوبر). المشرعين، وبينهم حكومات دول عدة، وصفوا كنيسة العلمولوجيا على أنها مؤسسة تجارية متهورة، ذاكرين تحرش تلك الكنيسة بمنتقديها واستغلال أعضائها. كما تصنفها بعض الحكومات تحت المؤسسات أو التيارات المناهضة للدستور وتقوم بمراقبتها مخابراتيا ويعللون ذلك بكون حركة الساينتولجي في جوهرها حركة لا دينية مستندين إلى تاريخ الحركة وكيفية نشوئها، ويقولون أن الجانب الديني في الساينتولوجي قد أقحم فيها لكي تلقى تجاوبا من ذوي العقول البسيطة ولكي تظهر في مظهر تيار حامل لقيم إنسانية في حين أن الحقيقة هي أن مؤسسي الحركة وتاريخ نشأتها يدلون على عكس ذلك.

## فكرتها
تتلخص فكرتهم أو هدفهم في مكننة الإنسان والعلاقات الإنسانية على جميع المستويات بدءًا بالفرد ونهاية عند الدول ذلك لأن الخصائص الإنسانية متغيرة غير قابلة للحساب أو التنبؤ به في المعاملات يؤدي إلى أخطاء فادحة عند إتخاذ القرارات إلى حد إتخاذ قرارت غير منطقية (لكن أخلاقية في بعض الأحيان) فوجب إذن تخليص الإنسان من هذه الخصائص الإنسانية التي يرونها أنها موطن ضعفه والرقي به (حسب الساينتولوجي) إلى درجة إتقان عمل الماكنات. ويستدل أصحاب هذه الإتهامات على وجود العديد من القواعد والتمارين ضمن الحركة هدفها محو الإرادة الشخصية وتطويع الفرد في خدمة المؤسسة (الساينتولوجية) أو النظام عامة كضرب من ضروب الهندسة الاجتماعية كواجب الطاعة العمياء لمن فوقك في هرم المؤسسة وعدم حق النقد وعدة تمارين تتعلق بمكننة الحياة اليومية كتمارين على المشي والضحك والصراخ إلخ هدفها التخلص من التلقائية والمشاعر. ولعل الجدير بالذكر عند هذه النقطة أن الفكر الساينتولوجي هو امتداد للتيار الذي يرى أن علم الاجتماع والنفس يخضع أو يجب أن يخضع لنفس مقاييس العلوم الهندسية. وهنا تنشأ تعارضات مع بعض تشريعات الدول الديمقراطية التي ترى أن هذا التيار والفكرة أولا تسلب الفرد حريته وبذلك تتعارض مع دستور الدولة وثانيا تجعل إمكانية قيام نظام دكتاتوري أكثر احتمالا لتلك الأسباب تعدّ العلمولوجيا طائفة دينية سرية وحتى غير قانونية.
تتمثل هذه الفلسفة رسميا عن طريق كنيسة السينتولوجيا، التي تصف نفسها بأنها منظمة غير نفعية تسعى لإصلاح وإعادة تأهيل الروح الإنسانية، وهي تطرح نفسها كبديل عن مدرسة التحليل النفسي فهي تعدّ هذه المدرسة سلوك بربري متخلف.
توصل هوبارد إلي أن الإنسان:
- كائن حي خالد
- تتجاوز خبرته حدود حياته الفردية
- يتمتع بقدرات غير محدودة حتى لو لم يدركها في حينها

وتؤكد العلمولوجيا على عدم وجود علاقة بين الروح كمفهوم فلسفي وبين روح الإنسان الموجودة في جسده، وتسبب وجوده الشعوري وبناء عليه فلا يعدّ المبشرون العلمولوجيا أنها مجرد إنجازات فلسفية كبرى فقط، لكنها ـ حسب أفكارهم المدونة ـ مبادئ قابلة للتطبيق، فهي تفسر وتشرح القوانين الأساسية للحياة، وتبين أسباب تصرف الإنسان بطريقة ما دون غيرها، وتعرض بوضوح معوقات البقاء وأفضل السبل لتذليل هذه المعوقات، حتى يتحقق ذلك فعلى الإنسان أن يؤمن بأنه كائن مكون من:
- جسم (body)
- عقل (mind)
- طاقة روحية مسيطرة ومحركة (thetan)

فالجسم أكبر قليلا، كونه مجرد آلة، أما العقل فهو جهاز يحلل ويشكل رد الفعل ويحسب ويجمع الصور، وتبقى الروح المسيطرة التي هي الحياة ذاتها والمسئولة عن تنشيط الجسم وعن استخدام العقل، ووفقا لأشكال العلاقة بين مكونات الإنسان الثلاثة وقياس مناطق الضعف في علاقاتها وفي الروح يمكن تحديد أساليب حل مشاكل الإنسان المختلفة.
ابتكر هوبارد وسيلة أطلق عليها اسم الاستماع لتصبح هي محور ممارسة واستخدام العلمولوجيا، أما الشخص العلمولوجي المدرب على استخدامها فيطلق عليه المستمع وقد اقتبس هوبارد الاسم من الكلمة اللاتينية (audire) وتعني يستمع، ويسمي الجهاز الذي يمكن المستمع من الاستماع المقياس النفسي الكهربائي، وهو عبارة عن آلة شبيهة بالعداد المزود بمؤشر يتصل بها قطبان، وعندما يجلس الشخص أمام المستمع يمسك القطبين بيديه، فتتدفق طاقة كهربائية قوتها 1.5 فولت، وهي أقل من الطاقة اللازمة لتشغيل فلاش الكاميرا، لا يشعر بها الإنسان، ويوجه المستمع مجموعة من الأسئلة، ويتحرك مؤشر العداد وفقا لإجابات الشخص التي تفجر طاقة ما يلتقطها الجهاز من العقل، ويتم تسجيلها على العداد، ويتم إعداد تقرير عن مشكلات الشخص قبل عرضها على هيئة أعلى، وتجري الجلسة في قاعة هادئة لا يسمح فيها بوجود أي شخص آخر غير المستمع مع المستمع إليه للحفاظ على أسراره. وهو ما يذكرنا بفكرة الاعتراف وطقوسها في المسيحية.
|                                                 |
| سلسلة مقالات عن السينتولوجيا                    |
| المعتقدات                                       |
| ثيتان · ديانيتكز · صفاء                         |
| إنغرام (الذاكرة المؤلمة) · العقل الفعال · كزينو |
| حقول الدراسة                                    |
| Tone scale · ARC · MEST                         |
| الحيوات السابقة · تقنيات الدراسة                |
| الممارسات                                       |
| Auditing · E-meter                              |
| Purification Rundown                            |
| المجموعات العامة العلممولوجية                   |
| ABLE · CBAA                                     |
| Volunteer Ministers · CCHR                      |
| منظمات                                          |
| ← كنيسة السينتولوجيا →                          |
| Sea Org · Gold Base · Celebrity Centre          |
| Office of Special Affairs                       |
| Church of Spiritual Technology                  |

## الجدل بشأن الديانة
كل دين جديد يثير قدراً من الجدل، إلا أن الجدل الذي رافق ديانة العلمولوجيا فاق أي نظير. ولذلك الجدل أسباب متعددة، منها:
- مؤسس الديانة، رون هوبارد، قام بتأسيسها اثر نقاش مع صديق له على حافة حمام سباحة في الخمسينات حول أقصر الطرق للحصول على مليون دولار. هوبارد قال أنه يمكنه بناء ثروة شخصية قدرها مليون دولار عن طريق إنشاء دين جديد خاص به. النقاش تطور إلى رهان. ثم ما لبث هوبارد أن أنشأ الدين الجديد. هوبارد نفسه صرح بنفس الفكرة في حديث لمجلة ريدرز دايجست عام 1980.
- الكنيسة تشتهر بأسلوب التهديد بالتقاضي حتى تخمد أي انتقادات.
- الكنيسة تشجع أتباعها على قطع كل صلاتهم بأهلهم غير المعتنقين للديانة الجديدة.
- الكنيسة تورطت في عدة قضايا في الولايات المتحدة وأوروبا لابتزاز أعضائها للحصول على أموالهم.
- حالات وفاة غير مبررة لبعض الأعضاء، مثل ليسا مكفيرسون.
- أنشطة جنائية لأعضاء الكنيسة للتربح الشخصي وللقيام بعمليات بالنيابة عن الكنيسة ومسئوليها.
- أتباع الكنيسة اشتهروا بأساليب ضغط مختلفة للتحايل على محركات البحث مثل جوجل وياهو ليتجاهلوا الكتابات المنتقدة للديانة.
- حكومات ألمانيا وبريطانيا وغيرهم ترفض الاعتراف بهم كديانة.

## من أشهر معتنقيها
الممثلان الأمريكيان توم كروز وجون ترافولتا.